# Wang Yibo
Dans ce nom chinois, le nom de famille, Wang, précède le nom personnel.
Wang YiBo (chinois : 王一博) né le 5 août 1997 à Luoyang, est un rappeur, danseur et acteur chinois.
Il fait partie du boys band sud-coréano-chinois UNIQ depuis 2014. En tant qu'acteur, il s'est fait connaître en Chine dans la série dramatique Gank Your Heart (2019).

## Biographie
Wang YiBo débute la danse dès son plus jeune âge. En 2011, pendant sa deuxième année au collège, YiBo participe à un concours de danse. Il est classé parmi les seize premiers dans la catégorie hip-hop, puis recruté en tant que stagiaire par la Yuehua Entertainment,. Après deux années d'entraînement à Pékin, il part en Corée du Sud pour poursuivre une formation en musique et en danse au lycée artistique Hanlim Multi Art School.

## Carrière

### Débuts avec UNIQ et carrière en tant qu'acteur
YiBo fait ses débuts comme rappeur et danseur en 2014 en tant que membre du groupe sud-coréano-chinois UNIQ, en interprétant leur première chanson phare Falling in Love.
Il poursuit ensuite sa carrière en tant qu'acteur en 2016 dans le film chinois MBA Partners. Il joue par la suite le rôle de Red Boy dans la série A Chinese Odyssey : Part Three et apparaît également dans le drama romantique Love Actually la même année. Depuis 2016, il est présentateur de l'émission de variétés Day Day Up.
En 2017, Wang YiBo incarne son premier rôle principal dans le drama pour adolescents Private Shushan Gakuen. La même année, il fait une apparition dans la série When We Were Young et intègre le casting du drama de science-fiction Super Talent.

### 2018 - 2021: popularité en hausse
En 2018, Wang YiBo devient jury pour la catégorie danse dans l'émission Produce  101 (version chinoise). Sa popularité grimpe grâce à ses talents de danseur qu'il démontre sur scène durant l'émission.
En 2018, Wang YiBo joue dans le drame historique The Untamed, grâce auquel il se fait connaître à l'échelle internationale après la diffusion de ce drame en 2019. Plus tard en 2018, il intègre le casting du drame Gank Your Heart, incarnant un joueur professionnel incompris. Il est aussi sorti en 2019.
En 2020 et en 2021, Wang YiBo est invité à deux reprises dans le show TV Street Dance of China, saison 3 et 4, en tant que l'un des quatre capitaines d'équipe. Il démontre de grandes qualités de danseur et leader. Les champions de ces deux saisons viennent tous les deux de ses équipes.
Fin 2019 et début 2020, il joue le drame historique gongfu Legend of Fei qui est sorti en fin d'année 2020. En 2020, il joue le drame moderne Being a hero, dans lequel il incarne un policier des brigades des stupéfiants.
En 2021, il participe à la réalisation de deux films : Formed Police Unit et Anonymous, pour lesquels il joue des rôles principaux.

## Vie personnelle
Wang YiBo est pilote de moto professionnel. En 2019, il participe à une course de moto au sein de l'équipe Yamaha China Racing et obtient le titre de champion dans la catégorie débutants. Il participe à la même course en octobre 2020 sans l'avoir terminé à cause d'un accident à l'approche de l'arrivée.

## Discographie

### Singles
| Année | Titre anglophone           | Titre chinois | Album                        | Notes                | Références |
| ----- | -------------------------- | ------------- | ---------------------------- | -------------------- | ---------- |
| 2017  | Once Again                 | 二次初恋      | Once Again OST               | Feat Guan Xiaotong   | [ 16 ]     |
| 2017  | Just Dance                 |               |                              | 4th Xuan Wu Festival | [ 17 ]     |
| 2018  | The Shadow of the Shark    |               | The Meg OST                  | Feat Cheng Xiao      | [ 18 ]     |
| 2018  | Heart Affairs of the Youth | 少年心事      | Crystal Sky of Yesterday OST |                      | [ 19 ]     |
| 2019  | Fire                       |               |                              |                      | [ 20 ]     |
| 2019  | Lucky                      |               |                              |                      | [ 21 ]     |
| 2019  | The Coolest Adventure      | 最燃的冒险    | Gank Your Heart OST          |                      |            |
| 2019  | Saying Sword               | 说剑          | Moonlight Blade OST          |                      | [ 22 ]     |
| 2019  | Unrestrained               | 无羁          | The Untamed OST              | Version solo         |            |
| 2019  | Won't Forget               | 不忘          | The Untamed OST              | Version solo         |            |
| 2019  | No Feelings                | 无感          | Version 31/12/2019           | Version 17/07/2021   | [ 23 ]     |
| 2020  | Dear Mom                   | 给妈咪        | Lost in Russia OST           |                      | [ 24 ]     |
| 2020  | First Rays                 | 熹微          | Legend of Fei OST            | Version live         |            |
| 2020  | The Rules of My World      | 我的世界守则  |                              |                      |            |
| 2021  | Twenty                     | 廿            |                              | Version live         |            |

## Filmographie

### Films
| Année | Titre anglophone               | Titre chinois  | Rôle        | Notes         | Références |
| ----- | ------------------------------ | -------------- | ----------- | ------------- | ---------- |
| 2016  | MBA Partners                   | 梦想合伙人     | Zhao Shuyu  |               | [ 4 ]      |
| 2016  | A Chinese Odyssey : Part Three | 大话西游3      | Red Boy     |               | [ 5 ]      |
| 2018  | Live For Real                  | 热舞吧！青春   | Lin Jin     | Court métrage | [ 25 ]     |
| 2018  | Crystal Sky of Yesterday       | 少年心事       | Qi Jingxuan | Doublage      | [ 26 ]     |
| 2019  | Fantasy Westward Journey       | 梦幻西游三维版 | Chang Lin   | Court métrage | [ 27 ]     |
| 2022  | Formed Police Unit             | 维和防暴队     | Yang Zhen   |               | [ 28 ]     |
| 2023  | Hidden Blade                   | 无名           | Monsieur Ye |               |            |
| 2023  | Born To Fly                    | 长空之王       | Lei Yu      |               |            |
| 2023  | One And Only                   | 热烈           | Chen Shuo   |               |            |

### Séries télévisées
| Année | Titre anglophone            | Titre chinois     | Rôle          | Chaîne   | Notes               | Références |
| ----- | --------------------------- | ----------------- | ------------- | -------- | ------------------- | ---------- |
| 2016  | Lucky Tianbao               | 吉祥天宝          | Du Jia Gang   |          |                     |            |
| 2017  | Love Actually               | 人间至味是清欢    | Zhai ZhiWei   | Hunan TV |                     | [ 6 ]      |
| 2017  | When We Were Young          | 青春最好时        | Lin JiaYi     | Tencent  | Apparition          | [ 9 ]      |
| 2019  | Gank Your Heart             | 陪你到世界之巅    | Ji XiangKong  | Mango TV |                     | [ 14 ]     |
| 2019  | The Untamed                 | 陈情令            | Lan WangJi    | Tencent  |                     |            |
| 2019  | The Untamed Special Edition | 陈情令特別剪辑版  | Lan WangJi    | Tencent  |                     |            |
| 2020  | Legend of Fei               | 有翡              | Xie Yun       | Tencent  |                     |            |
| 2020  | My Strange Friend           | 我的奇怪朋友      | Wei YiChen    | iQiyi    |                     |            |
| 2021  | Faith Makes Great 28        | 理想照耀中国·抉择 | Jiang XianYun |          | Apparition (ep. 38) |            |
| 2021  | Luoyang                     | 风起洛阳          | Baili HongYi  | iQiyi    |                     |            |
| 2022  | Being a hero                | 冰雨火            | Chen Yu       | Mango TV |                     |            |
| 2023  | My Youth And I              | 闭嘴!爱吧         | Lu Yang       |          |                     |            |
| TBA   | Private Shushan Gakuen      | 私立蜀山学园      | Teng Jing     |          |                     | [ 8 ]      |
| TBA   | War of faith                | 长风破浪          | Wei Ruo Lai   |          |                     |            |

### Shows télévisés
| Année       | Titre anglophone         | Titre chinois  | Rôle                              | Chaîne   | Références |
| ----------- | ------------------------ | -------------- | --------------------------------- | -------- | ---------- |
| 2016 – 2021 | Day Day Up               | 天天向上       | présentateur                      | Hunan TV | [ 7 ]      |
| 2018        | Produce 101              | 创造101        | Membre du jury catégorie danse    | Tencent  | [ 11 ]     |
| 2019        | One More Try             | 极限青春       | Membre du casting                 | Tencent  |            |
| 2020        | Let's surf               | 夏日冲浪店     | Membre du casting                 | IQIYI    |            |
| 2020        | Street Dance of China S3 | 这，就是街舞 3 | Un des quatre capitaines d'équipe | Youku    |            |
| 2021        | Street Dance of China S4 | 这，就是街舞 4 | Un des quatre capitaines d'équipe | Youku    |            |
| 2022        | Street Dance of China S5 | 这，就是街舞 5 | Un des quatre capitaines d'équipe | Youku    |            |

## Distinctions
- 30e Festival des séries télévisées de Jinying[Quand ?] : acteur favori des spectateurs pour Gank Your Heart[réf. nécessaire]